# 隋唐制度淵源略論稿
《隋唐制度淵源略論稿》是著名的历史学家、国学大师陳寅恪所著的旨在論述隋唐制度渊源的史學名著。

## 內容
《隋唐制度淵源略論稿》1940年完成，全書分為敘論、禮儀、職官、刑律、音樂、兵制、財政、附論等八章，論述了隋唐時期禮儀、職官、刑律、音樂、兵制、財政諸制度的淵源流變。
陳寅恪在該書中指出隋唐制度有三源，“一曰（北）魏、（北）齊，二曰梁、陳，三曰（西）魏、周。”陳寅恪認為，前兩源的影響是主要的，第三源“實較微末”。
在《禮儀》章中首先闡述了北魏、北齊源流，著重考證了“王肅北奔與北朝文物制度之關係”。更舉“隋志明言(牛)弘等之修五禮悉以東齊儀注為准”，作為“有隋一代禮制之大源”的證據。
在《職官》章中強調：“寅恪此書主旨在說明唐代官制近承楊隋，遠祖（北）魏、（北）齊而祧北周者，與周官絕無干涉。”
在《刑律》章，作者認為北周刑律“強摹周禮，非驢非馬，與其禮儀、職官之制相同……故隋雖受周禪，其刑律亦與禮儀、職官等皆不襲周而因齊，蓋周律之矯揉造作，經歷數十年而天然淘汰盡矣。”  
在《音樂》章，作者意在闡明，“唐之胡樂多因于隋，隋之胡樂又多傳自北齊，而北齊胡樂之盛實由承襲北魏洛陽之胡化所致。”不要“誤以為隋唐胡樂悉因於北周也”
在《兵制》章，主要論證府兵制並不是“一貫不變”的。陳寅恪以隋代為斷線，將其分為前期和後期進行考證。此制度誠然是西魏、北周一源對隋唐影響巨大，但作者強調“高齊文化制度影響于戰勝之周及繼周之隋者至深且巨，府兵制之由西魏制而變為唐代制即在此時期漸次完成者也”。
在《財政》章，考證唐代中央財政制度之江南地方化與河西地方化的過程。陳寅恪指出唐代財政制度原來自北朝系統，尤其受河隴地區影響較深。唐代對西北實行積極政策，東北實行消極政策，所以“此河湟地方傳統有效之制度實有擴大推廣而而改為中央政府制度之需要。此即前所謂唐代制度之河西地方化也”。當唐代經濟發展超越北朝限度，“達到南朝當時之歷程時，則其國家財政制度亦不能不隨之以演進。唐代之新財政制度……實則本為南朝之舊制……取用此舊日南朝舊制之保存於江南地者而施行之，前所謂唐代制度之江南地方化者，即指此言也”。

## 目錄
一 敘論
二 禮儀（附：都城建築）
三 職官
四 刑律
五 音樂
六 兵制
七 財政
八 附論

## 評價
顧頡剛認為“隋唐五代史的研究亦以陳寅恪先生的貢獻為最大，他撰有《隋唐制度淵源略論稿》一冊，《唐代政治史述論稿》一冊。二書對於唐代政治的來源及其演變均有獨到的見解，為近年史學上的兩本巨著。”
當代學者指出：“中國學者關於唐代的斷代史專著出現稍晚，20 世紀 40 年代才由陳寅恪的兩部名著《隋唐制度淵源略論稿》和《唐代政治史述論稿》奠基，卻因此一開始就起點很高。”